# Hiro (chanson)
Pour les articles homonymes, voir Hiro.
Hiro est un single tiré de l'album La Colombe de Soprano feat Indila. La musique est signée Skalp.
Dans ce titre, Hiro fait directement référence au pouvoir temporel du personnage fictif Hiro Nakamura de la série Heroes, qui peut voyager dans le temps. 
Le rappeur explique que s'il pouvait remonter le temps, il le ferait pour empêcher de se produire tous les événements malheureux qui l'ont touché, ou pour vivre ou revivre des éléments importants de sa vie (naissance de ses enfants...).

## Description
Soprano est dans un café avec ses amis pour son anniversaire. Kamel le Magicien, magicien humoriste, arrive avec le gâteau et allume les bougies grâce à un tour de magie. Il demande au rappeur de faire un vœu. Soprano se met alors à imaginer ce qu'il ferait s'il pouvait voyager à travers le temps. Il évoque de nombreux événements, tragiques, historiques, mystiques ou encore personnels. Parmi les personnalités citées se trouvent, notamment, Malcolm X, Mohamed Ali, Daniel Balavoine ou encore Nelson Mandela : 

« J'aurais été dans la cellule de Mandela

Pour lui dire tiens le coup,

Tes idées seront président du Sud-Africa »

### Personnalités citées
- Martin Luther King
- Barack Obama
- Malcolm X
- Nelson Mandela
- Lady Diana
- Aaliyah
- Mohamed Ali
- Daniel Balavoine
- Coluche
- Mahomet
- Moïse
- Jésus de Nazareth ("fils à Marie")
- Mohandas Karamchand Gandhi
- Rosa Parks
- Jimi Hendrix
- Michael Jackson
- Mountazer al-Zaïdi ("apprendre aux journalistes à mieux viser avec leurs chaussures")
- Ahmed Chah Massoud
- Emmanuel Adebayor
- Zyed Benna et Bouna Traoré
- Adolf Hitler

### Événements cités
- Vol Yemenia 626
- Discours de Martin Luther King
- Assassinat de Malcolm X
- Emprisonnement de Nelson Mandela
- Mort de Lady Diana
- Mort d'Aaliyah
- The Rumble in the Jungle
- Indépendance des Comores
- Accident d'hélicoptère du Dakar 1986
- Mort de Coluche
- Passage de la mer Rouge
- Naissance de Jésus
- Marche du sel
- Attentats du 11 septembre 2001
- Mort d'Ahmed Chah Massoud
- Attentat contre l'équipe nationale de football du Togo
- Mort de Zyed Benna et Bouna Traoré
- Séisme de 2010 en Haïti
- Séisme et tsunami de 2004 dans l'océan Indien
- Ouragan Katrina
- Réchauffement climatique (en citant l'Alaska)

### Classements dans les hits-parades
- France : le morceau a été classé 34 semaines et s'est hissé jusqu'à la 2e place (téléchargements uniquement)[2]
- Belgique (Wallonie) : le morceau a été classé 15 semaines et s'est hissé jusqu'à la 27e place[3].